# مارک اندرو کلی
مارک اندرو کلی (انگلیسی: Mark Kelly؛ زادهٔ ۳۱ اکتبر ۱۹۵۶) فرد نظامی اهل استرالیا است. وی همچنین برندهٔ جوایزی همچون نشان استرالیا شده‌است.